# The King of Marvin Gardens
Pour plus de détails, voir Fiche technique et Distribution.
The King of Marvin Gardens est un film dramatique  de Bob Rafelson sortie en 1972.

## Résumé
Jason (Bruce Dern) et David (Jack Nicholson) Staebler sont deux frères on ne peut plus différents. Le premier est un fanfaron, un homme à femmes (il partage actuellement sa vie avec Sally et Jessie), un sympathique combinard qui court d'un (mauvais) plan à un autre, vivant au-dessus de ses moyens et ayant maille à partir aussi bien avec la police qu'avec la mafia d'Atlantic City. Le second, posé et renfermé (en réalité déprimé), philosophe dans une émission nocturne qu'il anime sur une radio de Philadelphie. Après être resté sans nouvelles de son frère depuis un an et demi, David reçoit un coup de fil de Jason qui lui demande de le rejoindre à Atlantic City. A sa descente du train, il est accueilli par Sally, qui lui apprend que son frère est derrière les barreaux. Une fois sa caution payée, Jason peut enfin expliquer à David le motif de son appel : il souhaite que tous les deux s'associent pour faire acheter par des investisseurs japonais le royaume de Staebleravia, une île située à sept miles d'Honolulu qu'il compte transformer en destination de luxe avec hôtel, casino et boîte de nuit, et dont il assurerait la gestion avec son frère. David accepte d'étudier la proposition et s'installe avec Jason, Sally et Jessie...

## Fiche technique
- Titre : The King of Marvin Gardens
- Réalisation : Bob Rafelson
- Scénario : Jacob Brackman (en), sur une histoire de : Bob Rafelson et Jacob Brackman (en)
- Directeur de la photographie : László Kovács (crédité Laszlo Kovacs)
- Montage : John F. Link (crédité John F. Link II)
- Premier assistant réalisateur : Tim Zinneman
- Deuxième assistant réalisateur : Joseph M. Ellis et Michael Haley
- Casting : Fred Roos (non crédité)
- Direction artistique : Toby Carr Rafelson
- Producteur : Bob Rafelson
- Producteur associé : Harold Schneider
- Producteur exécutif : Steve Blauner
- Sociétés de production : BBS Productions (en) et Columbia Pictures
- Tournage : de décembre 1971 à février 1972
- Format : Couleurs - 1,85:1 - Mono
- Genre : Film dramatique
- Pays d'origine :  États-Unis
- Durée : 103 minutes
- Dates de sortie : 
  - États-Unis : (New York Film Festival) : 12 octobre 1972
  - États-Unis : (Sortie nationale) : 13 octobre 1972
  - France : 26 avril 1973

## Distribution
- Jack Nicholson : David Staebler
- Bruce Dern : Jason Staebler
- Ellen Burstyn : Sally
- Julia Anne Robinson : Jessica
- Scatman Crothers : Lewis (crédité Benjamin 'Scatman' Crothers)
- Charles LaVine : le grand-père
- John Ryan : Surtees